# Ponte Branca
Ponte Branca is een gemeente in de Braziliaanse deelstaat Mato Grosso. De gemeente telt 1.804 inwoners (schatting 2009).

## Aangrenzende gemeenten
De gemeente grenst aan Araguainha, Ribeirãozinho, Doverlândia (GO) en Mineiros (GO)